# Polycarpaea
Polycarpaea é um género botânico pertencente à família Caryophyllaceae.
A autoridade do género é Lam., tendo sido publicado em Journal d'Histoire Naturelle 2: 3, 5, pl. 25. 1792.

## Espécies
Segundo a base de dados The Plant List este género tem 201 espécies descritas das quais 19 são aceites:
- Polycarpaea corymbosa (L.) Lam.
- Polycarpaea douliotii P. Danguy
- Polycarpaea eriantha Hochst. ex A.Rich.
- Polycarpaea gaudichaudii Gagnep.
- Polycarpaea gayi Webb
- Polycarpaea glabrifolia DC.
- Polycarpaea grahamii Turrill
- Polycarpaea hassleriana Chodat
- Polycarpaea inaequalifolia Engl. & Gilg
- Polycarpaea linearifolia (DC.) DC.
- Polycarpaea nivea (Aiton) Webb
- Polycarpaea poggei Pax
- Polycarpaea repens (Forssk.) Asch. & Schweinf.
- Polycarpaea robbairea (Kuntze) Greuter & Burdet
- Polycarpaea rosulans (Gagnep.) Gagnep.
- Polycarpaea spicata Wight ex Arn.
- Polycarpaea stellata (Willd.) DC.
- Polycarpaea tenuifolia (Willd.) DC.
- Polycarpaea tenuistyla Turrill

## Sinónimos
Segundo a base de dados Tropicos tem os seguinte sinónimo:
- Polia Lour.